# Escudelle
L'Escudelle est une rivière du sud de la France sous-affluent du Tarn et de la Garonne.

## Géographie
De 10,4 km de longueur, il prend sa source sur la commune de Naucelle, dans l'Aveyron et se jette dans le Lézert en rive droite sur la commune de Castelmary.

## Principaux affluents
- Ruisseau de Soyes, 2 km
- Ruisseau de la Planquette, 1,8 km

## Départements et villes traversées
- Aveyron : Crespin, Naucelle, Cabanès, Castelmary.